# Vendel, Ille-et-Vilaine
Vendel (tiếng Breton: Gwennel, Gallo: Vandèu) là một xã của tỉnh Ille-et-Vilaine, thuộc vùng Bretagne, miền tây bắc nước Pháp.

## Dân số
Người dân ở Vendel được gọi là Vendelais.
| 1962                                              | 1968 | 1975 | 1982 | 1990 | 1999 | 2004 |
| ------------------------------------------------- | ---- | ---- | ---- | ---- | ---- | ---- |
| 334                                               | 344  | 325  | 300  | 311  | 339  | 456  |
| Starting with 1962: Population without duplicates |      |      |      |      |      |      |